# Kylie Minogue (album)
Kylie Minogue je peti glasbeni album avstralske pop pevke Kylie Minogue, izdan 19. septembra 1994. Ob izidu so ga v večini držav izdali preko založb Deconstruction Records ali BMG Records, z izjemo Avstralije in Nove Zelandije, kjer so ga izdali preko založbe Mushroom Records. V Združenih državah Amerike so album nameravali izdati preko založbe Imago Records, a je založba izdala le glavni singl, ne pa tudi celotnega albuma. Eden izmed tekstopiscev in producentov albuma, Steve Anderson, je poročal, da je album po svetu prodal 2 milijona izvodov. Kakorkoli že, po uradnih poročilih je album po svetu prodal le 500.000 izvodov. Maja 2003 so album ponovno izdali, vendar so večino dodatnih pesmi zamenjali z remixi singlov.

## Ozadje in razvoj
Album Kylie Minogue je prvi glasbeni album Kylie Minogue, ki ga ni producirala skupina Stock Aitken & Waterman. Da bi razširila svojo bazo oboževalcev in se uveljavila tudi kot umetnica, je Kylie Minogue aktivno načrtovala album in odločila se je, da bo sodelovala samo z določeno skupino glasbenikov. Prvo snemalno sejo so organizirali leta 1993 in v njej je Kylie Minogue skupaj s skupino Saint Etienne posnela dve pesmi (»Nothing Can Stop Us« in »When Are You Coming Home?«), kasneje pa je posnela še osem pesmi, ki jih je napisala v sodelovanju s skupino The Rapino Brothers (»Aston Martin«, »For All I'm Worth«, »Gotta Move On«, »Love Is On The Line«, »Difficult By Design«, »Living for Your Loving«, »Our Lovin’ (The Light I Was Looking For)« in »Automatic Love«).
A vodja založbe Deconstruction Records se je odločil, da večine pesmi ne bodo objavili in naročili, naj posnamejo sedemnajst novih pesmi. Osem pesmi je Kylie Minogue napisala v sodelovanju s skupino Brothers in Rhythm (»Confide In Me«, »Where Is The Feeling?«, »Love Is Waiting«, »Dangerous Game«, »If You Don’t Love Me« in »At The End Of The Day« ter preurejeni pesmi »Love Is On The Line« in »Automatic Love«), štiri v sodelovanju z Jimmyjem Harryjem (»If I Was Your Lover«, »Pu Yourself In My Place«, »The World Needs Love« in »Intuition«), dve v sodelovanju s pevcem in tekstopiscem Gerryjem DeVeauxom (»No Turning Back« in »Surrender«), dve v sodelovanju s Peteom Hellerjem in Terryjem Farleyjem (»Falling« in »Where Has The Love Gone?«) in eno v sodelovanju s skupino M People (»Time Will Pass You By«).
Na naslovnici albuma je Kylie Minogue samo sebe želela prikazati kot resno umetnico. To se opazi iz naslova albuma, ki vključuje njen prej redko uporabljen priimek, pa tudi iz oblačil, ki jih nosi na naslovnici albuma. Čeprav je na naslovnicah singlov večinoma nosila provokativna oblačila, je na črno-beli naslovnici nosila konzervativno trenirko in velika očala, njena frizura in ličila pa so bila dokaj preprosta. Kritiki so menili, da je bila to za nekoga, ki velja za modno ikono, dokaj nenavadna poteza, a primerna, saj je želela ustvariti bolj zrelo podobo.

## Sestava
Album Kylie Minogue je bil precej drugačen od prejšnjih del Kylie Minogue. Pri tem albumu eksperimentira z različnimi glasbenimi stili, kot so dance, acid jazz, pop, house, adult contemporary in R&B. Prva pesem z albuma je pesem »Confide in Me«. Plesna balada je sestavljena iz počasne melodije in zaspanih vokalov z največjim poudarkom na brenkalih in bobnih. V pesmi Kylie Minogue nagovarja svojega ljubimca in ga prepričuje, naj ji zaupa. Druga pesem z albuma, »Surrender«, je napisana v R&B slogu in ima velik poudarek na bobnu. Besedilo pripoveduje o predajanju osebi, ki jo ljubiš. Tudi tretja pesem z albuma, »If I Was Your Lover«, je R&B pesem s poudarkom na kitari.
Pesem »Where is the Feeling?« je acid jazz pesem s poudarkom na klavirju. V besedilu pesmi Kylie Minogue pripoveduje, kako ranljivo se počuti ob svojem partnerju. Peta pesem z albuma, »Put Yourself in My Place«, je adult contemporary balada, pri kateri Kylie Minogue ob petju spremljajo tihi zvoki kitare in bobni. V besedilu pesmi pevka pripoveduje o težavah, ki jih ima v svojem razmerju in svojega partnerja poziva k temu, naj na stvari pogleda tudi z njene perspektive in se postavi na njeno mesto. Tudi naslednja pesem, »Dangerous Game«, je adult contemporary pesem. Pri pesmi, katere produkcija je precej preprosta, ni velikega poudarka na ritmu, temveč bolj na klavirju in brenkalih. Besedilo govori o občutku samote in hrepenenju po ljubezni. Naslednja pesem z albuma, pesem »Automatic Love«, je klavirska pesem z zmernim tempom in velikim poudarkom na bobnu in kitari. V besedilu Kylie Minogue pripoveduje o svoji neustavljivi želji po svojem ljubimcu.
Naslednja pesem z albuma, pri kateri je velik poudarek na sintetizatorju, je klubska house pesem »Where Has the Love Gone?«. V besedilu pesmi se Kylie Minogue sprašuje, zakaj je njeno razmerje razpadlo. Sledi dance-pop pesem »Falling« z velikim poudarkom na bas kitari in sintetizatorju, ki govori o prebolevanju svojega prejšnjega partnerja in novi ljubezni. Zadnja pesem z albuma je acid jazz pesem »Time Will Pass You By« s klubskim ritmom. Besedilo pesmi govori o tem, da se življenja ne sme jemati za samoumevno in da moramo v njem uživati, kolikor le lahko. Za kanadsko izdajo albuma je Kylie Minogue posnela tudi francosko različico pesmi »Confide in Me«, naslovljeno »Fie-toi à moi«. Z drugačno naslovnico so jo kot singl izdali ekskluzivno samo v Kanadi.

## Sprejem kritikov
Album Kylie Minogue je s strani glasbenih kritikov prejel v glavnem pozitivne ocene; veliko jih je pohvalilo počasno plesno glasbo. Chris True s spletne strani Allmusic je albumu dodelil pozitivno oceno; napisal je: »Peti glasbeni album Kylie Minogue ne vključuje več bleščeče produkcije skupine Stock-Aitken-Waterman in v njem mlada pevka sodeluje s hip hop in plesnimi producenti, kot je David Seaman. Že po prvi kitici pesmi 'Confide in Me' ugotovimo, da to ni stara teen pop kraljica. Kylie Minogue (ki nam je z naslovom albuma dala vedeti, da bo od zdaj naprej uporabljala svoje pravo ime) želi zveneti odraslo, a vseeno ustvari album, ob katerem lahko uživamo. Čeprav je album še vedno dance-pop delo, sta atmosfera in stil nekoliko drugačna, kot sta bila pri njenem prejšnjem albumu, Let's Get to It. To je zagotovo začetek druge faze njene kariere.« Dejal je, da so vrhunci albuma pesmi »Confide in Me«, »If I Was Your Lover« in »Automatic Love«. Večina kritikov je hvalila besedila pesmi, a nekateri so menili, da končni rezultat ne dosega njihovih pričakovanj.

## Dosežki na lestvicah
Album Kylie Minogue je debitiral na tretjem mestu avstralske in četrtem britanske glasbene lestvice; nazadnje je album v obeh državah za uspešno prodajo prejel zlato certifikacijo. Poleg tega je album debitiral na devetintridesetem mestu švedske lestvice.

## Singli
Pesem »Confide in Me«, glavni singl z albuma, je postal eden izmed najuspešnejših singlov, saj je štiri tedne ostal na vrhu avstralske glasbene lestvice, drugo mesto na britanski in prvo na izraelski lestvici. Ob pesmi so izdali tudi videospot. Počasna plesna pesem, ki jo je napisala in producirala skupina Brothers in Rhythm, je vključevala nežne vokale Kylie Minogue in brenkala ter bobne. Drugi singl z albuma, »Put Yourself in My Place«, je zasedel enajsto mesto na britanski in avstralski lestvici. Popularni videospot za pesem je režiral Kier McFarlane. Kylie Minogue je v njem nastopila kot Jane Fonda v filmu Barbarella (1968).
Na začetku so kot tretji singl z albuma nameravali izdati pesem »If I Was Your Lover«. Remix za pesem, ki ga je ustvaril Jimmy Harry, naj bi predstavil bolj odraslo stran Kylie Minogue. Singl so najprej nameravali izdati v Združenih državah Amerike in če bi tam požel veliko uspeha, kasneje še v Veliki Britaniji. Ker pa je ameriška založba Kylie Minogue z njo prekinila pogodbo, so odpovedali izid singla tako v Združenih državah Amerike kot v Veliki Britaniji. Namesto tega so kot tretji singl z albuma izdali pesem »Where Is the Feeling?«, ki je nazadnje zasedla šestnajsto mesto na britanski in enaintrideseto na avstralski lestvici. Kot četrti in zadnji singl z albuma so nameravali izdati pesem »Time Will Pass You By«, za katero so že posneli nekaj remixov; eden izmed njih je bil remix Paula Mastersona. Namesto tega so pozno leta 1995 izdali duet Kylie Minogue z Nickom Caveom, »Where the Wild Roses Grow«.

## Seznam pesmi
| standardna izdaja | standardna izdaja          | standardna izdaja                              | standardna izdaja                    | standardna izdaja |
| Št.               | Naslov                     | Pisec                                          | Producent(i)                         | Dolžina           |
| ----------------- | -------------------------- | ---------------------------------------------- | ------------------------------------ | ----------------- |
| 1.                | „Confide in Me‟            | Steve Anderson, Dave Seaman, Owain Barton      | Brothers in Rhythm                   | 5:51              |
| 2.                | „Surrender‟                | Gerry DeVeaux, Charlie Mole                    | Gerry DeVeaux, John Waddle, Tim Bran | 4:25              |
| 3.                | „If I Was Your Lover‟      | Jimmy Harry                                    | Jimmy Harry                          | 4:45              |
| 4.                | „Where Is the Feeling?‟    | Wilf Smarties, Jayn Hanna                      | Brothers in Rhythm                   | 6:58              |
| 5.                | „Put Yourself in My Place‟ | Jimmy Harry                                    | Jimmy Harry                          | 4:54              |
| 6.                | „Dangerous Game‟           | Steve Anderson, Dave Seaman                    | Brothers in Rhythm                   | 5:30              |
| 7.                | „Automatic Love‟           | Kylie Minogue, Inga Humpe, The Rapino Brothers | Brothers in Rhythm                   | 4:45              |
| 8.                | „Where Has the Love Gone?‟ | Alex Palmer, Julie Stapleton                   | Pete Heller, Terry Farley            | 7:46              |
| 9.                | „Falling‟                  | Neil Tennant, Chris Lowe                       | Pete Heller, Terry Farley            | 6:43              |
| 10.               | „Time Will Pass You By‟    | Dino Fekaris, Nick Zesses, John Rhys           | M People                             | 5:26              |

| Japonska izdaja | Japonska izdaja       | Japonska izdaja                       | Japonska izdaja    | Japonska izdaja |
| Št.             | Naslov                | Pisec                                 | Producent(i)       | Dolžina         |
| --------------- | --------------------- | ------------------------------------- | ------------------ | --------------- |
| 11.             | „Love Is Waiting‟     | Mike Percy, Tim Lever, Tracy Ackerman | Brothers in Rhythm | 4:52            |
| 12.             | „Nothing Can Stop Us‟ | Bob Stanley, Pete Wiggs               | Saint Etienne      | 4:06            |

| Kanadska izdaja | Kanadska izdaja                       | Kanadska izdaja                           | Kanadska izdaja    | Kanadska izdaja |
| Št.             | Naslov                                | Pisec                                     | Producent(i)       | Dolžina         |
| --------------- | ------------------------------------- | ----------------------------------------- | ------------------ | --------------- |
| 11.             | „Confide in Me‟ (francoska različica) | Steve Anderson, Dave Seaman, Owain Barton | Brothers in Rhythm | 5:51            |

| Dodatni CD, izdan ob ponovni izdaji | Dodatni CD, izdan ob ponovni izdaji                 | Dodatni CD, izdan ob ponovni izdaji       | Dodatni CD, izdan ob ponovni izdaji  | Dodatni CD, izdan ob ponovni izdaji |
| Št.                                 | Naslov                                              | Pisec                                     | Producent(i)                         | Dolžina                             |
| ----------------------------------- | --------------------------------------------------- | ----------------------------------------- | ------------------------------------ | ----------------------------------- |
| 1.                                  | „Dangerous Overture‟                                | Steve Anderson, Dave Seaman               | Brothers in Rhythm                   | 1:20                                |
| 2.                                  | „Confide in Me‟ (remix Justina Warfielda)           | Steve Anderson, Dave Seaman, Owain Barton | Brothers in Rhythm                   | 5:27                                |
| 3.                                  | „Put Yourself in My Place‟ (Danov remix stare šole) | Jimmy Harry                               | Jimmy Harry                          | 4:31                                |
| 4.                                  | „Where Is the Feeling?‟ (akustična različica)       | Wilf Smarties, Jayn Hanna                 | Brothers in Rhythm                   | 4:51                                |
| 5.                                  | „Nothing Can Stop Us‟                               | Bob Stanley, Pete Wiggs                   | Saint Etienne                        | 4:06                                |
| 6.                                  | „Love Is Waiting‟                                   | Mike Percy, Tim Lever, Tracy Ackerman     | Brothers in Rhythm                   | 4:46                                |
| 7.                                  | „Time Will Pass You By‟ (remix Paula Mastersona)    | Dino Fekaris, Nick Zesses, John Rhys      | M People                             | 7:34                                |
| 8.                                  | „Where Is the Feeling?‟ (TKO-jev remix)             | Wilf Smarties, Jayn Hanna                 | Brothers in Rhythm                   | 8:11                                |
| 9.                                  | „Falling‟ (alternativni remix)                      | Neil Tennant, Chris Lowe                  | Pete Heller, Terry Farley            | 8:40                                |
| 10.                                 | „Confide in Me‟ (remix Big Brothers)                | Steve Anderson, Dave Seaman, Owain Barton | Brothers in Rhythm                   | 10:27                               |
| 11.                                 | „Surrender‟ (remix Talking Soul)                    | Gerry DeVeaux, Charlie Mole               | Gerry DeVeaux, John Waddle, Tim Bran | 4:26                                |
| 12.                                 | „Put Yourself in My Place‟ (akustična različica)    | Jimmy Harry                               | Jimmy Harry                          | 4:46                                |
| 13.                                 | „If You Don't Love Me‟ (akustična različica)        | Paddy McAloon                             | Brothers in Rhythm                   | 2:10                                |
| 14.                                 | „Confide in Me‟ (francoska različica)               | Steve Anderson, Dave Seaman, Owain Barton | Brothers in Rhythm                   | 5:51                                |

## Ostali ustvarjalci
| - Kylie Minogue - glavni vokali - Greg Bone - kitara - Steve Anderson - klavir, producent - Brothers in Rhythm - producent, arranger - Dancin' Danny D - producent, mešanje - Gerry DeVeaux - producent, urejanje - Jimmy Harry - producent, urejanje - Pete Heller - producent, inženir - M People - producent, urejanje - Paul Masterson - producent, mešanje - Ronin - producent, mešanje - Saint Etienne - producent - Dave Seaman - producent - John Waddell - producent, urejanje - Justin Warfield - producent, mešanje | - Will Malone - brenkala - Richard Niles - brenkala, bas kitara, orkester - Andy Bradfield - inženir - Tim Bran - inženir, producent - Ian Catt - inženir - Doug DeAngelis - inženir, mešanje - Terry Farley - inženir - Paul West - inženir, mešanje - Gary Wilkinson - inženir - Paul Wright III - inženir, mešanje - Niall Flynn - asistent inženirja, asistent - Paul Anthony Taylor - programiranje - Tom Parker - opombe, svetovalec pri projektu - Katie Grand - stilist - Rankin - fotografija |

## Dosežki in certifikacije

### Dosežki
| Lestvica (1994)                       | Dosežek |
| ------------------------------------- | ------- |
| Avstralija (ARIA)                     | 3       |
| Nemčija (Media Control Charts)        | 78      |
| Japonska (Oricon)                     | 54      |
| Švedska (Sverigetopplistan)           | 39      |
| Švica (Media Control Charts)          | 33      |
| Združeno kraljestvo (UK Albums Chart) | 4       |

| Država           | Organizacija(e)                           | Certifikacije | Prodaja  |
| ---------------- | ----------------------------------------- | ------------- | -------- |
| Avstralija       | Australian Recording Industry Association | 3x platinasta | 210.000+ |
| Japonska         | Recording Industry Association of Japan   | —             | 20.000+  |
| Velika Britanija | British Phonographic Industry             | Platinasta    | 300.000+ |

| Leto | Država            | Dosežek |
| ---- | ----------------- | ------- |
| 1994 | Avstralija (ARIA) | 84      |